# 조윤식
조윤식(趙潤植, 1931년 7월 24일~2020년 1월 28일)은 대한민국의 스피드스케이팅 선수이다. 올림픽 1회, 세계 선수권 대회 3회 출전했으며, 대한민국의 쇼트트랙 선수단 창설에 기여한 인물이다.
어린 시절 야구 심판 출신이었던 아버지 조점용을 따라 만주 창춘로 이주하여 그곳에서 자랐다. 1945년 8·15 해방을 맞이한 뒤 한국으로 돌아왔고, 배재중학교에 입학해 빙상부에서 활약했다. 고등학교 2학년 때인 1950년 1월에는 강원도 춘천에서 열린 전국 선수권 대회에 출전해서 500m 종목 우승을 차지했다. 같은해 한국 전쟁이 발발하자 헌병학교에 들어가 17년간 헌병으로 근무하였으며, 한편으로 장병 사기진작 목적으로 국군 빙상부가 창설되면서 스포츠 활동은 계속할 수 있었다.
1953년 핀란드 헬싱키에서 열린 세계 스피드스케이팅 선수권 대회에 출전하였다. 도쿄를 경유해 고국으로 돌아오는 과정에서 일본에 있던 영친왕의 초대를 받아 접견하기도 했다. 종전 이후 3년이 지난 1956년 이탈리아 코르티나담페초에서 열린 1956년 동계 올림픽에 대한민국 스피드스케이팅 국가대표로 선발되어 장용, 김종순, 편창남 선수와 함께 대회에 출전하였으며, 주종목인 500m 스피드스케이팅에서 44.0초의 기록으로 34위에 올랐다.
은퇴 후 경희대학교, 동국대학교, 단국대학교 빙상부 감독을 지냈으며, 1983년 일본 빙상경기 연맹의 권유로 대한민국 쇼트트랙 선수단을 창설하고, 대표팀 감독으로서 일본 시나가와에서 열린 세계 쇼트트랙 선수권 대회에 두 명의 선수를 처음으로 출전시키기도 했다.
2017년 국가기록원이 평창 동계 올림픽 D-200을 맞이하여 이효창과 조윤식의 관련 기록물을 공개하였다.